# Rytidosperma nudiflorum
Rytidosperma nudiflorum är en gräsart som först beskrevs av Patrick Francis Morris, och fick sitt nu gällande namn av Henry Eamonn Connor och Elizabeth Edgar. Rytidosperma nudiflorum ingår i släktet kängurugräs (släktet), och familjen gräs. Inga underarter finns listade i Catalogue of Life.